# Яценко Олександр Юхимович

## З життєпису
Олекса́ндр Юхи́мович Яце́нко (19 січня 1898–1978), вчений у галузі тваринництва родом з с. Говтва на Полтавщині.
Закінчив Харківський Сільсько-господарський Інститут (1928), працював у Науково-дослідному Інституті Тваринництва Лісостепу і Полісся УРСР (1931 — 78, з 1963 проф.).
Яценко опрацював методику складання перспективних планів плекання племінної худоби, методику виведення жирномолочних ліній худоби тощо.